# 大卫平腹蛛
大卫平腹蛛（学名：Gnaphosa davidi）为平腹蛛科平腹蛛属的动物。在中国大陆，分布于江西等地。该物种的模式产地在江西。